# Panjandrum
Il panjandrum, grand panjandrum o great panjandrum è stato un'arma sperimentale sviluppata dal Department of Miscellaneous Weapons Development (DMWD) dell'Ammiragliato britannico durante la seconda guerra mondiale. L'arma, che aveva lo scopo di abbattere il Vallo Atlantico, presentava una sezione cilindrica in acciaio riempita di esplosivo e sorretta alle estremità da due grandi ruote mosse da una serie di razzi alimentati a cordite. Dal momento che, durante i collaudi, si ribaltava, deviava dalla sua traiettoria e i suoi razzi si sganciavano, il panjandrum si rivelò inefficiente e non venne mai usato in battaglia.

## Storia

### Sviluppo
Al DMWD venne chiesto di creare un ordigno che fosse in grado di fare delle brecce nel Vallo Atlantico abbastanza grandi da permettere ai carri armati di passarci attraverso. Dal momento che sarebbe stato estremamente rischioso trasportare manualmente la bomba sul campo di battaglia, si decise di creare un ordigno che potesse venire azionato direttamente dai mezzi da sbarco.
Il nome dell'arma venne coniato dal suo progettista Nevil Shute ed è un riferimento al testo nonsense di Samuel Foote The Grand Panjandrum.
Il prototipo del panjandrum, che venne costruito in segreto nel mese di agosto del 1943 a Leytonstone, era un cilindro carico di esplosivo sorretto orizzontalmente da due ruote in legno, alte 3 metri e spesse 30 cm, collocate alle sue estremità e dotate di una serie di razzi alimentati a cordite che fungevano da propulsori. Shute sosteneva che, per distruggere un muro tanto spesso quanto quello del Vallo Atlantico, il panjandrum dovesse avere un long ton (corrispondente a circa 1 016 kg) di esplosivo al suo interno. L'arma avrebbe raggiunto una velocità pari a 60 miglia orarie (96,5 km/h) e trasportato una quantità pari a 4 000 libbre (1 800 kg) di esplosivo.

### Collaudo

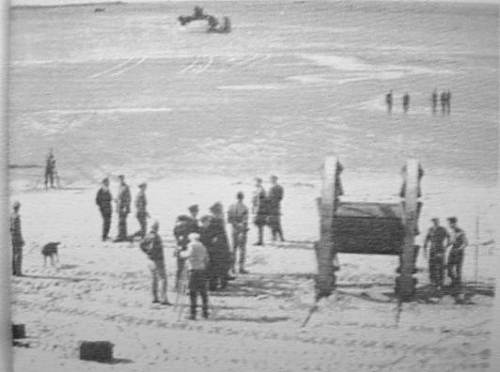
Il panjandrum sulla spiaggia di Westward Ho! in cui venne testato

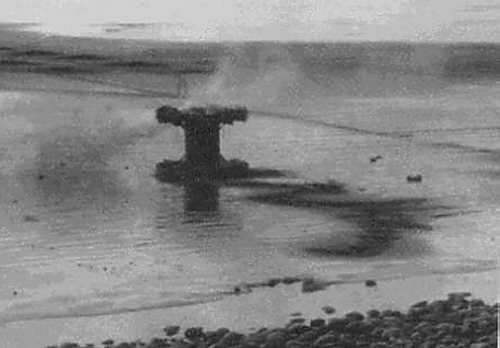
Il panjandrum dopo un test fallimentare

Al fine di mantenere il massimo riserbo, il prototipo venne trasportato nottetempo nel campo prove di Westward Ho!, nel Devon. Tuttavia, dal momento che il terreno scelto era una spiaggia frequentata da vacanzieri, molte persone ebbero modo di vedere l'arma in azione durante i suoi collaudi, questo nonostante gli avvertimenti del DMWD riguardo al pericolo che essi correvano. Il panjandrum, che durante i test era carico di sabbia anziché vero esplosivo, era inizialmente alimentato da alcuni razzi. I test iniziarono il 7 settembre 1943 e proseguirono fino al 12 gennaio dell'anno seguente rivelandosi fallimentari. Quando veniva azionato, il panjandrum percorreva delle brevi distanze in linea retta dalla piattaforma di lancio, prima di cambiare traiettoria o ribaltarsi. Con il passare del tempo si tentò di migliorare l'arma aggiungendovi altri razzi (la bomba giunse ad averne 80), regolando le micce e inserendovi degli stabilizzatori, quali una terza ruota e una vela. Nemmeno con tali accorgimenti riusciva a percorrere la spiaggia senza intoppi nella direzione voluta. Nel corso di uno dei numerosi test, il dispositivo sfrecciò lungo la spiaggia prima di tornare indietro verso l'imbarcazione dalla quale venne lanciato. In alcuni casi, i razzi attaccati esplodevano o si staccavano dalle ruote, volando in tutte le direzioni e spaventando le persone nei dintorni: durante il suo ultimo collaudo, alcuni dei suoi razzi si staccarono e molti dei presenti andarono a nascondersi per evitare di venire colpiti; uno di essi sfrecciò in direzione del fotografo ufficiale, che dovette scappare per salvarsi la vita, e andò a schiantarsi sulla spiaggia esplodendo. Secondo altre fonti, in tale circostanza, il panjandrum sarebbe esploso.
L'arma non venne mai utilizzata in battaglia.

## Nella cultura di massa
Nel 2009, in occasione dei festeggiamenti del sessantacinquesimo anniversario dello sbarco in Normandia, venne ricreata una replica di più piccole dimensioni e alimentata a fuochi d'artificio che venne azionata nella medesima spiaggia di Westward Ho! in cui venne testato l'originale panjandrum. L'oggetto percorse 50 metri prima di fermarsi.